# DMB

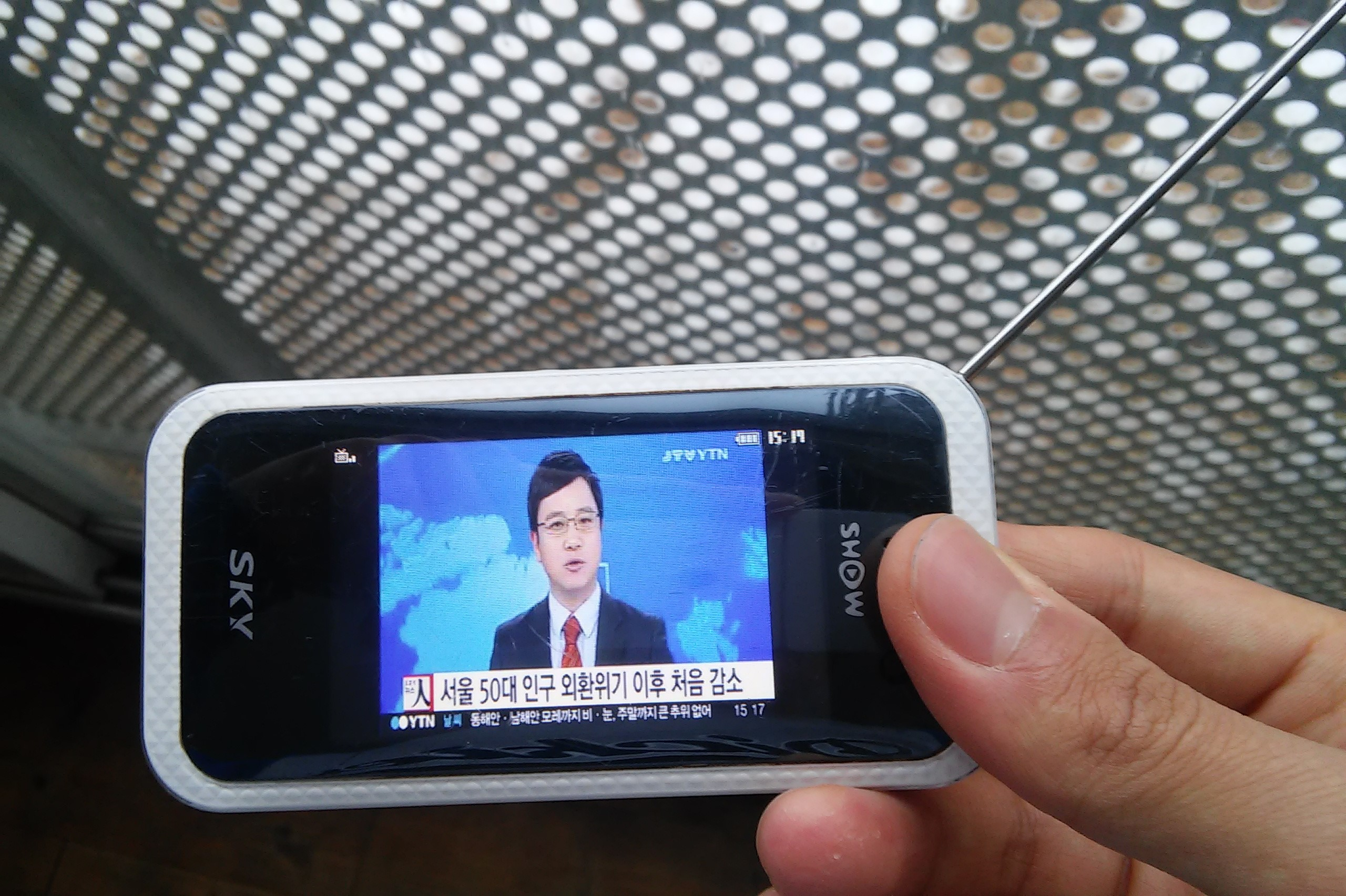
一台支持DMB制式的手机

多媒體數碼廣播（DMB，全稱Digital Multimedia Broadcasting），是大韓民國開發的數碼無線電傳輸技術，所制定有關數位電視和流動數位廣播的制式。該制式將作為國家資訊科技項目用於發送多媒體，如電視、電台和數據廣播到移動設備上，如手機、手提電腦和GPS導航系統。DMB雖是韓國開發的新一代數碼技術，但技術基礎是由德國教授格特·西格勒和哈米德·阿莫爾博士於羅伯特·博世有限公司奠定。它可以通過衛星（S-DMB）或地面（T-DMB）傳輸操作。